# Сухейл Фазлиу
Сухейл Фазлиу (на албански: Suhejl Fazliu; на македонска литературна норма: Сухејл Фазлиу) е политик, министър на местното самоуправление на Северна Македония от 1 юни 2017 г.

## Биография
Роден е на 30 август 1986 г. в Скопие. Фазлиу е член на партията Алианс за албанците. Завършва средно училище „Панче Карагьозов“ в родния си град, а след това съвременни науки и технологии в Университета на Югоизточна Европа в Тетово. От 2013 до 2016 г. е независим консултант в E-правителство, услуги за местно самоуправление, общински предприята и информационни технологии.